# غیل (شارجه)
غیل یک منطقهٔ مسکونی در امارات متحده عربی است که در امارت شارجه واقع شده‌است. غیل ۲۱ متر بالاتر از سطح دریا واقع شده‌است.